# (100464) 1996 TE15
(100464) 1996 TE15 es un asteroide perteneciente al cinturón de asteroides, descubierto el 3 de octubre de 1996 por el equipo del Beijing Schmidt CCD Asteroid Program desde la Estación Xinglong, Hebei, China.

## Designación y nombre
Designado provisionalmente como 1996 TE15.

## Características orbitales
1996 TE15 está situado a una distancia media del Sol de 3,175 ua, pudiendo alejarse hasta 3,695 ua y acercarse hasta 2,656 ua. Su excentricidad es 0,163 y la inclinación orbital 5,313 grados. Emplea 2067 días en completar una órbita alrededor del Sol.

## Características físicas
La magnitud absoluta de 1996 TE15 es 15,1. Tiene 5,8 km de diámetro y su albedo se estima en 0,063.